# مطار فامبولا
مطار فامبولا (بالفنلندية: Vampulan lentokenttä)‏ هو مطار في فامبول، هويتنين، فنلندا، على بعد حوالي 3 ميل بحري (5.6 كـم؛ 3.5 ميل) غرب شمال غرب قرية فامبولا.

## روابط خارجية
- VFR Suomi / فنلندا - مطار فامبولا
- Lentopaikat.net - مطار فامبولا باللغة الفنلندية